# El hombre de Marte
El hombre de Marte (Człowiek z Marsa) es la primera novela del escritor polaco Stanisław Lem. 
Lem escribió esta obra durante la ocupación.
Es una novela corta de ciencia ficción publicada por entregas en 1946 en la revista semanal Nowy Świat Przygód (El nuevo mundo de las aventuras). No obstante, Lem señalaba que había escrito El hombre de Marte para la revista Co tydzień powieść (Cada semana, una novela).
Es una historia inspirada en la novela de H. G. Wells La guerra de los mundos.
Trata del estudio de un misterioso alienígena por parte de unos científicos que trabajan en un laboratorio secreto. Como ya sería habitual después en la obra de Lem, a lo largo de la novela se trata la imposibilidad de comunicación entre los seres humanos con las criaturas de otros mundos, y se señala también las enormes diferencias técnicas.

## Trama
La historia, narrada en primera persona, se desarrolla a finales de 1944 o principios de 1945: se dice en el texto que es invierno y que aún no ha acabado la guerra de los Estados Unidos con Japón. 
Como en una historia de gánsters, por una sucesión de casualidades, el protagonista y narrador, periodista de Chicago en paro y sin dinero que se halla en Nueva York en busca de empleo, es confundido con otro hombre y es llevado en coche a un lugar apartado en el que poco a poco irá conociendo las razones de su aventura. 
La nave de una expedición de Marte a la Tierra ha acabado estrellándose en Dakota. Un superviviente a cuya estirpe han bautizado como Areanthropos («hombre de Marte») es custodiado en ese laboratorio secreto, y se intenta obtener de él información científica para propósitos de carácter técnico. La criatura, que es telépata, lleva una coraza metálica negra de forma cónica de la que se proyectan unos tentáculos finos y alargados. En el interior, su organismo está compuesto por protoplasma gelatinoso, cuya composición bioquímica difiere por completo de la propia de los organismos de la Tierra. Por añadidura, el marciano necesita una exposición constante a la radiación.
Al principio, la criatura parece indiferente a su situación, pero más tarde intenta escapar, y la detienen empleando el gaseo. Tras varios intentos de ataque, el director del equipo rastrea las ondas cerebrales del periodista, que dan como resultado imágenes de Marte. Intentan hacer lo propio con la criatura, y transmitirle imágenes de la Tierra y en concreto de los alrededores de la instalación secreta. Más adelante, le sueltan los tentáculos al marciano, y éste tantea a los presentes, que caen en una especie de letargo durante el que verán imágenes de Marte como en una ensoñación.

## Personajes
- McMoore: periodista en paro que es confundido con otro hombre y, a su pesar, acaba formando parte del equipo de investigación.
- Burke: cochero y asistente.
- Widdletton: director del equipo.
- Fink: ingeniero y constructor.
- Gedevani: especialista en física atómica.
- Lindsay: ingeniero eléctrico
- Thomas Kennedy: médico.
- Frazer.
- El marciano.

## Reediciones recientes
El autor consideraría después el tono de esta narración como demasiado iluso, por lo que no estaría dispuesto a su publicación en libro.
Una reedición alemana de 1990 suscitó el interés por esta obra. Aunque la repudiaba, Lem accedió a su publicación en polaco tras haberse hecho en alemán. En el idioma de Lem, fue publicada como libro en 1994 por la Niezależna Oficyna Wydawnicza NOWA, ya entonces también con el nombre de superNOWA. Antes de esa edición, sólo se podía encontrar en polaco en fanzines extraoficiales.
Del primer capítulo de esta novela, se publicaría en el año 2009 un fragmento traducido al inglés por Peter Swirski en la revista literaria electrónica Words without Borders.